# The Dark (álbum)
The Dark es el segundo álbum de estudio de la banda estadounidense de thrash metal Metal Church, publicado en 1986 por Elektra Records. A su vez, fue el último trabajo editado por la alineación original: David Wayne, Kurdt Vanderhoof, Kirk Arrington, Duke Erickson y Craig Wells. Recibió críticas positivas por parte de la prensa especializada, además, fue el primer disco de la banda que entró en la lista Billboard 200 de los Estados Unidos, en donde logró el puesto 92.
En su autobiografía, el guitarrista Scott Ian de Anthrax mencionó que la producción de Mark Dodson en este trabajo inspiró a la banda a trabajar con él en State of Euphoria (1988).

## Comentarios de la crítica
The Dark recibió mayormente críticas positivas por parte de la prensa especializada. Eduardo Rivadavia de Allmusic mencionó que no tuvo la misma calidad que Metal Church, pero en la primera sección del disco está la mejor parte del material de la banda, mientras que en la segunda —exceptuando a «The Dark»— no logra tener el mismo éxito. Paul Miller de Kerrang! dijo que el cambio a un sello más importante comprometió el sonido de la banda hacia lo comercial, ya que no era «tan sólidamente fuerte» como su debut. Aun así, lo juzgó de «impresionante» y destacó la balada de heavy metal «Watch the Children Pray». Frank Trojan de la revista alemana Rock Hard tuvo una opinión similar, aunque igual lo consideró un buen disco. No obstante, criticó la voz de David Wayne, a la que encontró «nerviosa» desde la tercera canción en adelante. En 2005, la misma revista lo posicionó en el puesto 389 en su libro Los 500 álbumes más grandes del rock y metal de todos los tiempos. El crítico Martin Popoff señaló que la mitad del disco era muy bueno y la otra relleno, y que la banda hace un «metal sólido de vanguardia que invariablemente sonaba duro, amargo y autodestructivo».

## Lista de canciones
Todas las canciones escritas por Kurdt Vanderhoof, David Wayne y Craig Wells, a menos que se indique lo contrario.

| N.º | Título                    | Escritor(es)                                            | Duración |  |
| 1.  | «Ton of Bricks»           | Vanderhoof, Wayne, Wells, Duke Erickson, Kirk Arrington | 2:55     |  |
| 2.  | «Start the Fire»          |                                                         | 3:55     |  |
| 3.  | «Method To Your Madness»  | Vanderhoof, Wayne, Wells, Mark Dodson                   | 4:52     |  |
| 4.  | «Watch the Children Pray» |                                                         | 5:57     |  |
| 5.  | «Over My Dead Body»       |                                                         | 3:36     |  |
| 6.  | «The Dark»                |                                                         | 4:11     |  |
| 7.  | «Psycho»                  | Vanderhoof, Wayne, Wells, Arrington                     | 3:32     |  |
| 8.  | «Line of Death»           | Vanderhoof, Wayne, Wells, Arrington, Erickson           | 4:42     |  |
| 9.  | «Burial At Sea»           |                                                         | 4:58     |  |
| 10. | «Western Alliance»        |                                                         | 3:18     |  |

## Músicos
- David Wayne: voz
- Kurdt Vanderhoof: guitarra rítmica
- Craig Wells: guitarra líder
- Duke Erickson: bajo
- Kirk Arrington: batería